# Parafia Najświętszej Maryi Panny Fatimskiej w Sosnowcu
Parafia Najświętszej Maryi Panny Fatimskiej w Sosnowcu – rzymskokatolicka parafia położona w dekanacie św. Jadwigi Śląskiej w Sosnowcu, diecezji sosnowieckiej, metropolii częstochowskiej w Polsce, erygowana w 1983 roku.

## Proboszczowie
- ks. Zygmunt Wróbel (administrator 1983–1985, proboszcz 1985–2003)
- ks. Stanisłw Łyp (2003–2023)[1]
- ks. Sławomir Woźniak (administrator od 2023, proboszcz od 2024)

## Zasięg parafii
Ulice: Aleja ks. Blachnickiego, Białostocka, Kielecka, Lenartowicza (nr parzyste), Radomska, Aleja Wolności.